# 賤岳
賤岳（賤ヶ岳、しずがたけ）是位在滋賀縣長濱市的山。標高421公尺。分隔琵琶湖和余吳湖。

## 概要
山域周邊指定為琵琶湖國定公園。「新雪 賤ヶ岳の大観」是琵琶湖八景之一。1583年（天正11年），周邊成為賤岳之戰的合戰場。

## 關連項目
- 野坂山地
- 琵琶湖國定公園
- 琵琶湖八景
- 賤岳之戰
- 賤岳SA

## 外部連結
- 賤ヶ岳を登る - 奥びわ湖観光連盟 （页面存档备份，存于）